# Ibn Junus
Abu al-Hasan 'Ali ibn 'Abd al-Rahman ibn Ahmad ibn Yunus al-Sadafi al-Misri, död 1009, var en arabisk astronom.
Ibn Junus var hovastronom hos kalifen Al-Hākim bi-amri ʾllāh, som byggde åt honom ett stort observatorium på berget Mokattam vid Kairo, där Ibn Junus utförde för sin tid mycket noggranna observationer av solen, månen och planeterna. Ibn Junus astronomiska tabellverk, de hakimitiska tabellerna, är väl den arabiska astronomins mest betydande verk: delar av manuskriptet till dessa tabeller finns i Leiden och Oxford med flera platser. Ibn Junus förbättrade de astronomiska instrumenten, i synnerhet gnomon, samt bidrog till trigonometrins utveckling. Han räknas som den arabiska astronomins största namn efter Al-Battani.